# Can Manent (Lliçà d'Amunt)
|  | Aquest article tracta sobre la masia de Can Manent de Lliçà d'Amunt. Si cerqueu la masia de Can Manent de Sabadell, vegeu «Can Manent (Sabadell)». |

Can Manent és una masia de Lliçà d'Amunt situada al sud-oest del municipi, dins el bosc de Can Manent. Limita a l'oest amb el terme municipal de Palau-solità i Plegamans i la urbanització Estany de Gallecs (enclavament històric de Montcada i Reixac); a l'est amb la riera Seca, la masia de Can Lledó i l'hípica Camp Rodó; al sud amb la masia de Can Vila-rosal (Parets del Vallès); i al nord amb la urbanització Palaudalba.